# Phacelia argillacea
Phacelia argillacea är en strävbladig växtart som beskrevs av Atwood. Phacelia argillacea ingår i Faceliasläktet som ingår i familjen strävbladiga växter. Inga underarter finns listade i Catalogue of Life.

## Bildgalleri

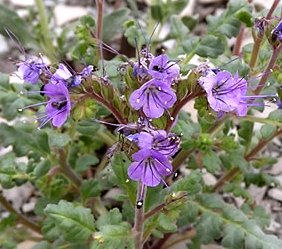